# Torpedowiec taranowy

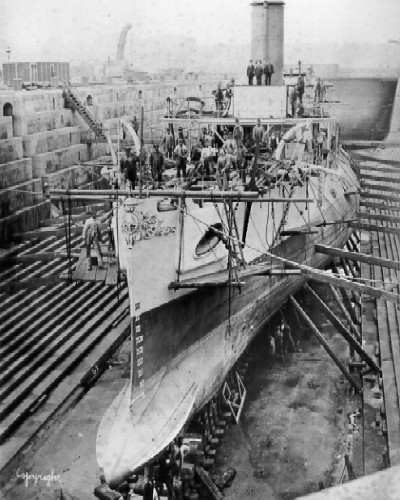
HMS „Polyphemus”

Torpedowiec taranowy, również krążownik torpedowo-taranowy (en. torpedo ram, niem. Torpedo-Rammkreuzer, wł. ariete torpediniere) – XIX-wieczna klasa okrętów uzbrojona w torpedy i armaty oraz taran, której głównym zadaniem miało być staranowanie okrętów wroga Pod względem konstrukcyjnym były one zbliżone do krążowników pancernopokładowych.
Nazwa była używana przez krótki czas pod koniec XIX wieku. Przykładami tej klasy są amerykański USS „Intrepid”, angielski HMS „Polyphemus” (torpedo ram) czy włoski „Giovanni Bausan” (ariete torpediniere).  